# クロムウェル巡航戦車
巡航戦車 Mk.VIII クロムウェル（A27M）（Tank, Cruiser, Mk VIII, Cromwell（A27M））は、1943年に開発されたイギリスの巡航戦車（30トン級）である。
“クロムウェル”の名称は、イングランド内戦に際し鉄騎隊を率いた、オリバー・クロムウェルに由来する。

## 概要
クルセーダー巡航戦車の後継車として、ボクスホール自動車製のA23、ナッフィールド・オーガニゼーションのA24、そして、レイランド・モーターズのA27の、3つの新型戦車が提案された。
最も有力視されたのはA27で、これは、スピットファイア戦闘機などに搭載されていたロールス・ロイス社製のマーリンエンジンを陸上用に改造した、ミーティアエンジンを搭載する予定の物だった。しかし、戦闘機用エンジンが優先されていた時期でもあり、また、ナッフィールド社が自社製のリバティーエンジンの搭載に固執したせいもあって、A27の車体構造に手直しされたA24が暫定型として生産されることとなった。しかし、以前の巡航戦車より重量の増えたクルセーダーの段階でトラブルを多発するようになったこのエンジンでは、より重量の増えたA24の機動性や機械的信頼性を落とす結果となり、大半が訓練に用いられただけで終わってしまった。
一方、本命であるA27でも、当時の戦車用エンジンとしては構造が複雑なミーティアの搭載に苦労しており、同様にリバティーエンジンを搭載したA27Lを1942年11月から生産することとなった。これもA24がベースとなっており、ウィルソン遊星歯車式からメリット・ブラウン方式に変速・操向機が変更されており、エンジン室周りも改造され、後からミーティアエンジンへの換装も可能であった。そして、本来予定していたミーティアエンジンを搭載したA27Mの生産は遅れ、1943年1月から開始された。
当初、A24は「クロムウェル Mk.I」、A27Lは「クロムウェル Mk.II」、A27Mは「クロムウェル Mk.III」と呼ばれていたが、後にA24は巡航戦車 Mk.VIII キャバリエ、A27Lは巡航戦車 Mk.VIII セントー、A27Mは巡航戦車 Mk.VIII クロムウェルと呼ばれることになった。セントーは主に訓練用として使われ、ノルマンディー上陸作戦でイギリス海兵隊装甲支援群が装備していた95mm榴弾砲搭載のCS型（近接支援型）と、同じ車体を用いた砲兵観測車や対空戦車が実戦参加したに止まった。
クロムウェルが量産された頃には、アメリカから供与されたM4中戦車が機甲師団の主力となっていたため、本車は主に機甲偵察連隊などに配備され、実戦投入された。主砲は75mm砲が予定されていたが、当初は供給不足で、Mk.I-IIIまではクルセーダーから継承した6ポンド砲だったが、Mk.IV・Mk.V・Mk.VIIは、6ポンド砲用の砲架に搭載する、アメリカから供給される砲弾を用いる国産のQF 75mm砲に換装し、Mk.VI・Mk.VIIIはCS型（近接支援型）で、QF 95mm榴弾砲を搭載する。
装甲は、Mk.I-VIまでが最大76mmで、増加装甲が施されたMk.VII、Mk.VIIIが最大101mmとなっており、特にMk.VII、Mk.VIIIは、イギリス巡航戦車としてはかなりの重装甲を備えていた。
最高速度は、リバティーエンジン搭載のキャバリエが39km/h、セントーが43km/hとクルセーダーと大差ないレベルであるが、ミーティアエンジン搭載のクロムウェルは51-64km/hにも達し、「第二次世界大戦中最速の戦車」と言われるほどの快速ぶりを誇っている。
ノルマンディー上陸作戦後のヴィレル・ボカージュの戦いで、ティーガーI 1両にクロムウェル1個大隊（15両）が全滅させられたエピソードは有名である。第二次大戦後は朝鮮戦争にも投入され、中国義勇軍に鹵獲されたクロムウェルが、初の実戦参加となったセンチュリオンと交戦したというエピソードもある。
第一次中東戦争では、建国当時のイスラエル軍により、パレスチナ駐留のイギリス軍からクロムウェル戦車2両が盗み出され、貴重な装甲戦力として使用された（イギリス軍戦車部隊出身のハリー・マクドナルド軍曹とマイク・フラナガン伍長が、ハイファ空港近郊のイギリス軍保管倉庫から2両のクロムウェルを盗んだ）。現在もイスラエルのラトルン戦車博物館には、クロムウェル戦車が展示されている。
クロムウェルは、後のチャレンジャー巡航戦車、コメット巡航戦車のベース車両となった。また、余剰化したクロムウェルをベースに、センチュリオン Mk.3にも搭載された20ポンド戦車砲を搭載したチャリオティア駆逐戦車が製造された。

## 型式・派生型

### 主要型式
クロムウェル Mk.I
6ポンド砲搭載型。
クロムウェル Mk.II
チャーチル Mk.VIIの物と似たボクスホール製の鋳造砲塔を搭載し、履帯幅を394mmに拡大した型。試作のみ。
クロムウェル Mk.III
セントーのエンジンをミーティアエンジンに換装した型で、武装は6ポンド砲。
クロムウェル Mk.IV, Mk.V
主砲をQF 75mm砲に換装した型。
クロムウェル Mk.VI
QF 95mm榴弾砲搭載のCS（クローズサポート、近接支援）型。
クロムウェル Mk.VII
7QF 75mm砲搭載車に装甲を増設した型で、前面装甲は合計101mmとなった。
クロムウェル Mk.VIII
Mk.VIIと同様のQF 95mm榴弾砲搭載の近接支援(CS)型。

### 派生型
クロムウェル コマンド (Cromwell Command)
No.19（低出力型）およびNo.19（高出力型）無線機を搭載した指揮戦車型。旅団および師団本部車両として使用された。主砲は搭載していないが、砲塔前部右側に装備される2インチ迫撃砲(2inch bomb thrower)は装備されており、指揮車としての特定を避けるため、砲身はダミーのものが装備されている。
クロムウェル コントロール (Cromwell Control)
2基のNo.19（低出力型）無線機を搭載した指揮戦車型。連隊本部車両として使用された。クロムウェル コマンドと異なり主砲は通常の戦車型と同じく装備されている。
クロムウェル OP (Cromwell Observation Post)
No.19無線機（高出力型）およびNo.38携行無線機を各2基、計4基搭載した砲兵観測戦車型。指令戦車型と同じく主砲はそのまま搭載されている。
Mk.IV、Mk.VI、またはMk.VIIIより改造されて製造された。
クロムウェル チューリップ (Cromwell tulip)
クロムウェルの砲塔両側面に、計4連装のチューリップ ロケット弾発射器を装着したもの。
クロムウェル ARV (Cromwell Armoured Recovery Vehicle)
砲塔を撤去し、回収用機材を搭載した装甲回収車型。車体前方にブームクレーンを装着可能。
チャリオティア駆逐戦車（Charioteer tank destroyer）
第二次世界大戦後、余剰化したクロムウェルの車体に新型密閉砲塔を搭載し、主砲としてオードナンス QF 20ポンド砲を搭載した駆逐戦車。

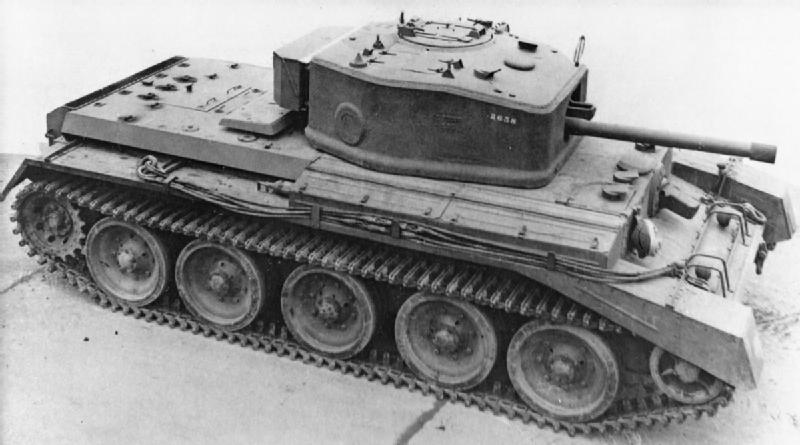
クロムウェル Mk.II ボクスホール製鋳造砲塔搭載型
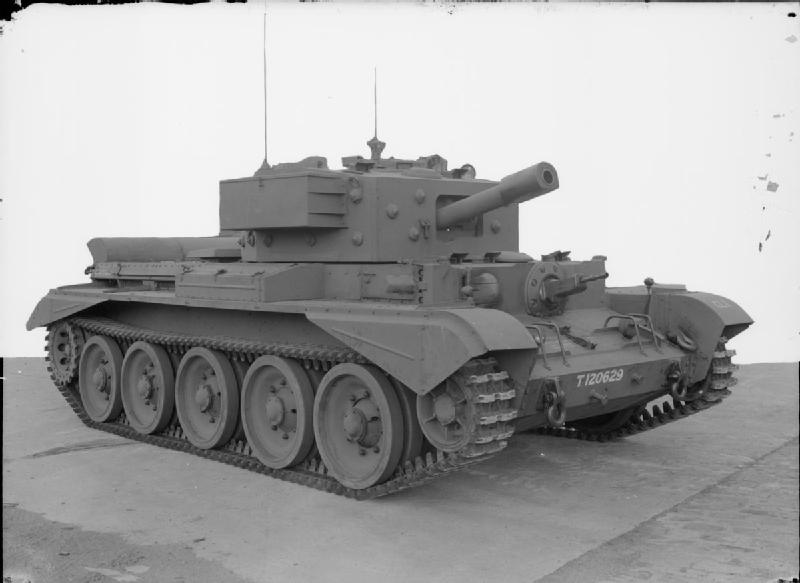
クロムウェル Mk.VI CS型
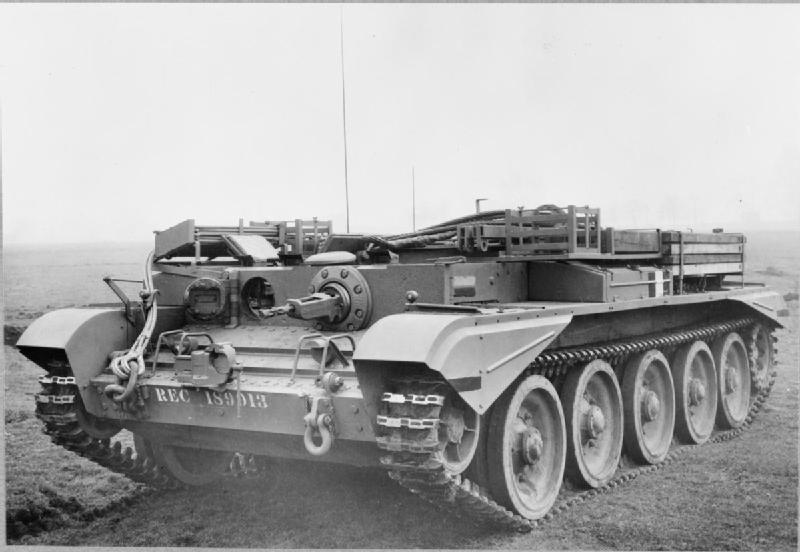
クロムウェル ARV
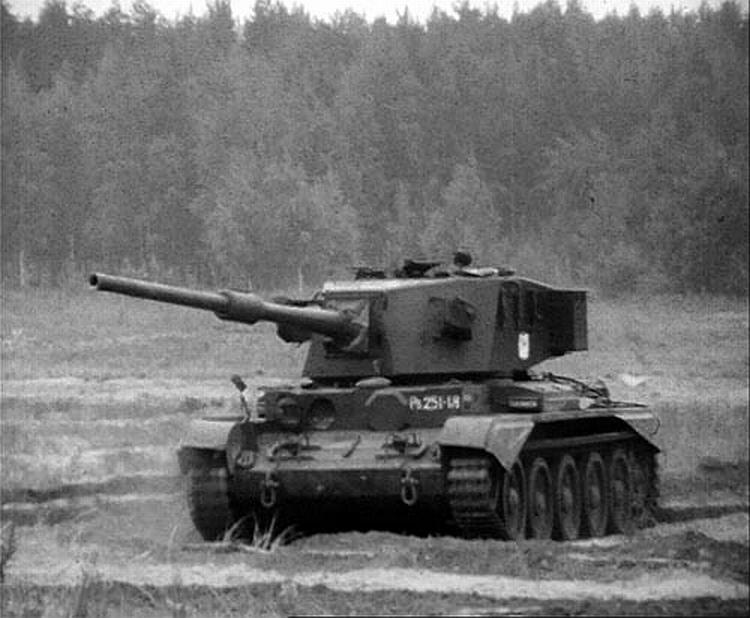
チャリオティア駆逐戦車

## 登場作品

### ゲーム
『R.U.S.E.』
イギリスの中戦車として登場。
『War Thunder』
イギリス陸軍の中戦車としてMk.IとMk.Vが登場。またチャレンジャー、アヴェンジャー、コメット、チャリオティアMk.VIIなども登場する。
『World of Tanks』
イギリス中戦車CromwellおよびCromwell Bとして登場。Cromwell Bはベルリンで行われた対独戦勝パレードで行進した車両がモデルになっている。
『トータル・タンク・シミュレーター』
英国とポーランドの改中戦車CRMWELLとしてMk.Vが登場。また派生のコメット、チャレンジャーも登場。
『パンツァーフロント』
イギリス軍の戦車として登場。
『虫けら戦車』
小さくなり虫と戦うことになったプレイヤーのドイツ軍戦車兵がフィールド上で見つけると使用できる。